# Gwangju Football Club
Il Gwangju Football Club è una società calcistica sudcoreana.

## Palmarès

### Competizioni nazionali
- K League 2: 2

2019, 2022

### Altri piazzamenti
- K League 1:

Terzo posto: 2023
- Coppa di Corea del Sud:

Semifinalista: 2024
- K League 2:

Semifinalista: 2014

## Rosa 2023
Aggiornata al 1 dicembre 2023
| N. |                          | Ruolo | Calciatore     |
| -- | ------------------------ | ----- | -------------- |
| 1  | Corea del Sud (bandiera) | P     | Kim Kyeong-min |
| 3  | Corea del Sud (bandiera) | D     | Lee Min-ki     |
| 4  | Corea del Sud (bandiera) | D     | Kim Seung-woo  |
| 6  | Corea del Sud (bandiera) | D     | Ahn Young-kyu  |
| 7  | Corea del Sud (bandiera) | C     | Eom Ji-sung    |
| 8  | Corea del Sud (bandiera) | D     | Lee Euddeum    |
| 9  | Corea del Sud (bandiera) | A     | Heo Yool       |
| 10 | Corea del Sud (bandiera) | A     | Kim Han-gil    |
| 11 | Albania (bandiera)       | A     | Jasir Asani    |
| 13 | Corea del Sud (bandiera) | A     | Doo Hyeon-seok |
| 14 | Corea del Sud (bandiera) | C     | Jeong Ho-yeon  |
| 15 | Corea del Sud (bandiera) | D     | Kim Gyeong-jae |
| 16 | Corea del Sud (bandiera) | A     | Lee Hee-gyun   |
| 17 | Corea del Sud (bandiera) | A     | Sin Chang-moo  |
| 18 | Corea del Sud (bandiera) | A     | Lee Gun-hee    |
| 19 | Corea del Sud (bandiera) | A     | Ha Seung-un    |

| N. |                          | Ruolo | Calciatore       |
| -- | ------------------------ | ----- | ---------------- |
| 20 | Corea del Sud (bandiera) | C     | Choi Jun-hyeok   |
| 21 | Corea del Sud (bandiera) | P     | Lee Jun          |
| 22 | Corea del Sud (bandiera) | D     | Lee Sang-gi      |
| 23 | Corea del Sud (bandiera) | C     | Jung Ji-hoon     |
| 24 | Corea del Sud (bandiera) | C     | Lee Kang-hyun    |
| 27 | Corea del Sud (bandiera) | A     | Kim Dong-gook    |
| 28 | Australia (bandiera)     | D     | Aaron Calver     |
| 29 | Corea del Sud (bandiera) | D     | Yeo Bong-hun     |
| 30 | Brasile (bandiera)       | C     | Thomás Bedinelli |
| 31 | Corea del Sud (bandiera) | P     | Roh Hee-dong     |
| 32 | Corea del Sud (bandiera) | A     | Joo Young-jae    |
| 33 | Corea del Sud (bandiera) | C     | Park Han-bin     |
| 41 | Corea del Sud (bandiera) | P     | Kim Tae-joon     |
| 44 | Corea del Sud (bandiera) | C     | Lee Soon-min     |
| 75 | Corea del Sud (bandiera) | C     | Oh Hu-seong      |
| 99 | Georgia (bandiera)       | A     | Beka Mikeltadze  |